# Gunpoint
Gunpoint (с англ. — «Линия огня») — видеоигра в жанре головоломный стелс-платформер, разработанная независимым разработчиком Томом Фрэнсисом. Игра вышла для PC-совместимых компьютеров под ОС Windows 3 июня 2013 года. Автор также обещает вскоре выпустить версию для операционных систем Mac и Linux. Игра распространялась через блог автора: за 10$ можно было приобрести обычную версию, вариант с комментариями разработчика и саундтреком  — за 20$, а также в комплекте за 30$ прилагалось видео о создании игры и ранний прототип игры. Игра также доступна в сервисе Steam.
Действие игры проходит в недалёком будущем. Главный герой Ричард Конвей — «шпион по найму» — получает в распоряжение так называемые «гиперштаны», с помощью которых можно прыгать на огромные расстояния, а также падать с любой высоты без какого-либо вреда. И тут же впутывается в дело об убийстве одной из сотрудниц оружейной компании. Шпиону придётся снять с себя обвинения и распутать загадочные обстоятельства преступления.
Игра получила высокие оценки критиков, но, хотя и была номинирована к премии «Лучшая дизайнерская работа» на Фестивале независимых игр 2012 года, так и не выиграла ни одной награды.

## Игровой процесс
Игра представляет собой набор различных миссий, задачами в которых, как правило, является проникновение на охраняемую территорию и похищение, замена, перепрограммирование каких-либо информационных данных. Здания, в которые нужно проникнуть, показаны в разрезе, сразу можно увидеть всех охранников и местонахождение нужного терминала. Главный герой перемещается в двухмерной плоскости и может прыгать на большие расстояния (с помощью этого может запрыгивать на верхние этажи), ползать по стенам и потолку. Отличительной особенностью персонажа является возможность удаленно проникать в электронные схемы различных устройств здания и переназначать действия этих устройств. Например, можно сделать так, чтобы при нажатии включателя освещения открывалась дверь, или при попадании в поле зрения камеры слежения вместо активации тревоги вызывался лифт. Главной проблемой к достижению цели являются двери и охранники. Двери, как правило, закрыты, и возможности их как-то взломать нет. Однако можно, например, разными уловками заставить охранника открыть дверь или же переназначить кнопку выключения света на открывание двери. Особую опасность представляют охранники, которые убивают персонажа незамедлительно, как только заметят. С помощью перепрограммирования электроники их можно отвлекать и отводить. Если подкрасться сзади, на охранника можно напрыгнуть и оглушить.
Перед началом миссии и после их завершения происходят диалоги между персонажами, которые представлены в виде смс-чата. Игроку зачастую предлагаются разные варианты ответа. Выбирая те или иные ответы можно поглубже узнать историю или просто получать различные ответы от собеседника. При этом, однако, такая вариативность ответов не означает, что игру можно пройти разными путями — меняются только реплики персонажей, а игроку в любом случае придётся проходить линейку одних и тех же миссий.
Между миссиями также есть возможность прокачать эффективность технических устройств героя, например, увеличить дальность прыжка или ускорить зарядку перед прыжком. Также можно приобрести другие гаджеты, дающие Конвею новые способности, например, бесшумное разбивание окон или возможность перенастраивать оружие охранников.
В игре к тому же присутствует редактор собственных миссий.

## Разработка
Игру разработал рецензент британского журнала PC Gamer Том Фрэнсис. За плечами у него не было опыта разработки видеоигр, однако после того как узнал, что его любимый платформер Spelunky был создан с помощью конструктора Game Maker, решил испробовать его, и уже через месяц был готов первый грубый прототип игры. В марте 2011 года Том выложил видеоролик своего прототипа и попросил отозваться художников и композиторов. На удивление журналиста откликнулось больше 30 человек и ему пришлось делать сложный выбор. В итоге различной игровой графикой и спрайтами персонажей занялся Джон Робертс, а задники отрисовывал Фабиан ван Доммелен. Позднее к разработке присоединились в качестве композиторов Райан Икэ, Джон Роберт Матз и Франциско Серда. Примечательно, что разработчики даже никогда не встречались лично, все переписки и пересылки материала проводились по электронной почте.
Говоря о идеи игры, Том Фрэнсис признался, что ему не нравится, как многие создатели игр «держат играющего за дурака», создавая такие ситуации, в которых игрок строго выполняет задуманные автором действия, и это, по его мнению, сдерживает свободу мыслей играющего. В своём проекте он хотел сделать так, чтобы игрок сам придумывал пути разрешения задачи, чтобы он, возможно, решил загадку совершенно невероятным путём, о котором сам разработчик и не задумывался. Также Том негодовал по поводу того, что «в играх забывают о назначении оружия», и поэтому игрок уже привык, что выстрел из пистолета «всего лишь откусывает часть хит-пойнтов». Он хотел, чтобы игрок «зауважал оружие и помнил, что оно убивает», поэтому в игре охранники стреляют незамедлительно, как только увидят шпиона, и убивают на месте. Ссылаясь именно на это, он и выбрал название для игры.
Бюджет игры автор оценил в 30 долларов, которые он потратил на покупку лицензионной версии Game Maker, и отметил, что потребовалось всего 64 секунды, после того стал доступен предзаказ, чтобы окупить игру. Проект окупился многократно относительно ожиданий Тома, и он сказал, что этого ему хватит, чтобы стать полноценным разработчиком. Позже он и вовсе заявил об уходе из редакции журнала.

## Восприятие
| Сводный рейтинг       | Сводный рейтинг |
| Агрегатор             | Оценка          |
| --------------------- | --------------- |
| GameRankings          | 87,03 %         |
| Metacritic            | 83/100          |
| Иноязычные издания    |                 |
| Издание               | Оценка          |
| Destructoid           | 9,5/10          |
| Eurogamer             | 8/10            |
| GameSpot              | 7,5/10          |
| IGN                   | 9,0/10          |
| Joystiq               | [ 19 ]          |
| Polygon               | 9/10            |
| Русскоязычные издания |                 |
| Издание               | Оценка          |
| «Игромания»           | 8,0/10          |

Gunpoint заслужила повсеместные похвалы различных игровых журналов. Средний рейтинг на сайте-агрегаторе Metacritic составил 83%. Критики ставили в пример предельное удобство управления и «любезно прощающую» ошибки игрока систему автосохранений. Журналы отмечали широкую вариативность выполнения задания и открытое поле для экспериментов: «Большую часть привлекательности игры создаёт не столько радость от прохождения уровня, сколько размышления и эксперименты при его прохождении». Особый нуарный шарм главного героя, детектива в тренчкоте и широкополой шляпе, напоминал всем западным рецензентам Сэма Спейда в исполнении Хамфри Богарта: «Пиксельный <…> детектив Конвей обладает чувством достоинства Хамфри Богарта и арсеналом инспектора Гаджета, но при этом совершенно неподражаем». Диалоги между миссиям и запутанный сюжет также заслужили похвалы, хотя и отмечалось, что они отходят на второй план, являясь лишь связующим звеном между миссиями. Журналисту из IGN также понравилось, как, благодаря разным ответам в диалогах, можно по-разному создавать историю: то ли вы отвечаете серьёзно и читаете напряжённый детектив, то ли «строите из себя клоуна» и читаете уморительные диалоги. Общее визуальное оформление игры нареканий также не вызывало, а джазовые и блюзовые музыкальные композиции были отмечены лишь с положительной стороны. Отдельные слова достались даже списку достижений игры: «Они легко выполняются по ходу игры, они смешные и саркастичные, они смеются над самой игрой» — восхищается автор из Kotaku. Однако критики единогласно сошлись во мнении, что игра очень коротка. «Это словно закуска перед основным блюдом: действительно вкусная, чтобы разбередить аппетит, но недостаточно питательная, чтобы насытить» — подытожил GameSpot. PC Gamer — журнал, где работал сам создатель игры Том Фрэнсис, —  отказался давать рецензию, поскольку она, очевидно, могла бы быть предвзятой.
Летом 2018 года, благодаря уязвимости в защите Steam Web API, стало известно, что точное количество пользователей сервиса Steam, которые играли в игру хотя бы один раз, составляет 702 654 человека.